# Memuary (Jeremi Przybora)
Memuary – autobiograficzna książka Jeremiego Przybory, satyryka, autora tekstów, twórcy m.in. Kabaretu Starszych Panów. Pamiętniki zostały wydane przez oficynę „Tenten” w trzech tomach, w latach 1994-1998. W roku 2004 nakładem wydawnictwa „Studio Marka Łebkowskiego” ukazało się skrócone wydanie w jednym tomie zatytułowanym Przymknięte oko opaczności.
Utwór obejmuje przedział czasowy od kresu zaborów (w reminiscencjach rodzinnych wkracza niekiedy w XIX wiek) po czasy współczesne. Jeremi Przybora – „polityczny minimalista” – nie angażował się w otaczający go świat, był świadkiem kilku epok, które subiektywnie i fragmentarycznie, lecz bardzo plastycznie, opisał. Na łamach wspomnień pojawiają się sylwetki dziesiątek osób mniej lub bardziej znanych, z którymi autor zetknął się w swoim długim życiu.

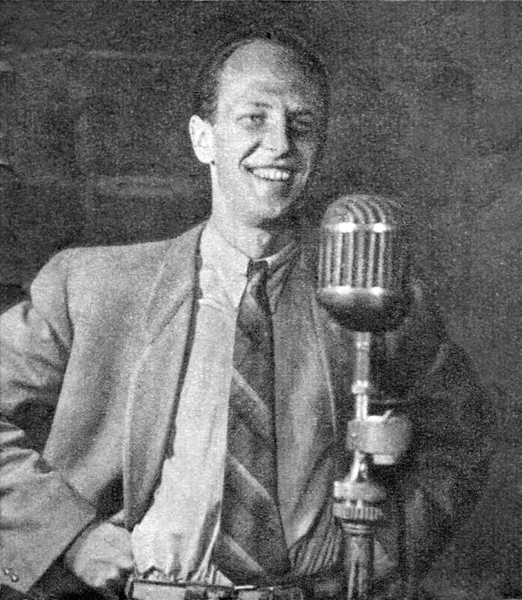
Jeremi Przybora w 1951 r.

## Poszczególne części
- Przymknięte oko Opaczności. Memuarów część I (wyd. Tenten, 1994) – obejmuje okres od urodzenia autora (1915) do wybuchu II wojny światowej.
- Przymknięte oko Opaczności. Memuarów część II (wyd. Tenten, 1998) – obejmuje okres od początku wojny do początku powstania Kabaretu Starszych Panów (1956).
- Zdążyć z happy endem. Memuarów część III (wyd. Tenten, 1998) – obejmuje okres od Kabaretu Starszych Panów (1956) do czasów współczesnych (lata 90. XX wieku).